# 569e Volksgrenadier Division
La 569e Volksgrenadier Division est une division d'infanterie allemande de la Seconde Guerre mondiale. Elle n'existe que quelques mois. Ses hommes sont en effet transférés dans la 361e Volksgrenadier Division dès le 17 septembre 1944 pour y être mélangés avec les débris de la 361e division d'infanterie, qui vient alors d'être quasiment anéantie dans la bataille de Brody. 

## Commandant
- Generalmajor Alfred Philippi (en)

## Composition
- Grenadier-Regiment 1165
- Grenadier-Regiment 1166
- Grenadier-Regiment 1167
- Artillerie-Regiment 1569
- Divisionseinheiten 1569